# Chapada Futebol Clube
O Chapada Futebol Clube conhecido anteriormente como Poconé Esporte Clube é um clube brasileiro de futebol, da cidade de Chapada dos Guimarães, no estado de Mato Grosso.

## História

Escudo antigo.

Fundado em 2012, estreou na segunda divisão estadual no mesmo ano, ficando em quarto lugar. Repetiu o desempenho na edição seguinte.
No ano de 2024 o clube mudou seu nome para Chapada Futebol Clube e para a cidade de Chapada dos Guimarães.

## Estatísticas

### Participações
|  | Participações em 2026 |

| Competição  | Competição                | Temporadas | Melhor campanha           | Anos                             | P | R |
| Mato Grosso | Campeonato Mato-Grossense | 6          | 6º colocado (2015 e 2020) | 2015-2016, 2018, 2020-2021, 2026 |   | 3 |
| Mato Grosso | 2ª Divisão                | 8          | Campeão (2025)            | 2012-2014, 2019, 2022-2025       | 3 |   |